# Castelmagno
Castelmagno là một đô thị tại tỉnh Cuneoin the Italian region of Piedmont, vị trí cách khoảng 80 km về phía tây nam của Torino và khoảng 25 km về phía tây của Cuneo. Tại thời điểm ngày 31 tháng 12 năm 2004, đô thị này có dân số 104 người và diện tích là 48,8 km².
Đô thị Castelmagno có các 6 frazioni (chủ yếu là các làng) Einaudi, Campomolino, Colletto, Nerone, Chiotti and Chiappi.
Castelmagno giáp các đô thị: Celle di Macra, Demonte, Dronero, Marmora, Monterosso Grana, Pradleves và San Damiano Macra.